# Vir pri Nevljah
Vir pri Nevljah je naselje v občine Kamnik.